# Lijst van equivalente geleidbaarheden
In onderstaande tabel is de equivalente geleidbaarheid weergegeven van een groot aantal ionen.
Equivalente geleiding wordt in de conductometrie aangegeven per ladingseenheid. Dat wil zeggen dat de concentratie van een ion gedeeld wordt door zijn lading. Voor eenwaardige ionen maakt dat geen verschil, maar voor calcium staat in de tabel: {\displaystyle {\ce {{\tfrac {1}{2}}Ca^{2+}}}}, wat wil zeggen dat de in de tabel weergegeven waarde betrekking heeft op een halve mol/L calcium-ionen. Immers als 1 mol calcium-ionen verplaatst is, is er twee mol lading van plaats veranderd. Voor hoger geladen ionen geldt een vergelijkbare regel.
Om de tabel overzichtelijker te maken is deze in vier delen verdeeld: Enerzijds wordt het onderscheid gemaakt op basis van kationen en anionen, anderzijds ook op basis van anorganische en organische ionen.
De sorteerfunctie in de eerste kolom is op basis van de brutoformule.

## Equivalente geleidbaarheden

### Anorganische kationen
| Ion                                                       | naam                                      | {\displaystyle {\ce {\lambda}}} {\displaystyle {\ce {\times 10^{-3}S.m^{2}.mol^{-1}}}} |
| --------------------------------------------------------- | ----------------------------------------- | -------------------------------------------------------------------------------------- |
| {\displaystyle {\ce {Ag^{+}}}}                            | Zilver(I)                                 | 6,190                                                                                  |
| {\displaystyle {\ce {{\tfrac {1}{3}}Al^{3+}}}}            | Aluminium(III)                            | 6,100                                                                                  |
| {\displaystyle {\ce {{\tfrac {1}{2}}Ba^{2+}}}}            | Barium(II)                                | 6,360                                                                                  |
| {\displaystyle {\ce {{\tfrac {1}{2}}Be^{2+}}}}            | Beryllium(II)                             | 4,500                                                                                  |
| {\displaystyle {\ce {{\tfrac {1}{2}}Ca^{2+}}}}            | Calcium(II)                               | 5,947                                                                                  |
| {\displaystyle {\ce {{\tfrac {1}{2}}Cd^{2+}}}}            | Cadmium(II)                               | 5,400                                                                                  |
| {\displaystyle {\ce {{\tfrac {1}{3}}Ce^{3+}}}}            | Cerium(III)                               | 6,980                                                                                  |
| {\displaystyle {\ce {{\tfrac {1}{2}}Co^{2+}}}}            | Kobalt(II)                                | 5,500                                                                                  |
| {\displaystyle {\ce {{\tfrac {1}{3}}[Co(NH3)6]^{3+}}}}    | Hexa-aminokobaltaat(III)                  | 10,190                                                                                 |
| {\displaystyle {\ce {{\tfrac {1}{3}}[Co(en)3]^{3+}}}}     | Tri-ethaandi-aminekobaltaat(III)          | 7,470                                                                                  |
| {\displaystyle {\ce {{\tfrac {1}{6}}[Co2(trien)3]^{6+}}}} | Tritetra-aminetriethyleendikobaltaat(III) | 6,900                                                                                  |
| {\displaystyle {\ce {{\tfrac {1}{3}}Cr^{3+}}}}            | Chroom(III)                               | 6,700                                                                                  |
| {\displaystyle {\ce {Cs^{+}}}}                            | Cesium(I)                                 | 7,720                                                                                  |
| {\displaystyle {\ce {{\tfrac {1}{2}}Cu^{2+}}}}            | Koper(II)                                 | 5,360                                                                                  |
| {\displaystyle {\ce {D (^{2}_{1}H^{+})^{+}}}}             | Deuterium(I)                              | 21,370                                                                                 |
| {\displaystyle {\ce {{\tfrac {1}{3}}Dy^{3+}}}}            | Dysprosium(III)                           | 6,560                                                                                  |
| {\displaystyle {\ce {{\tfrac {1}{3}}ER^{3+}}}}            | Erbium(III)                               | 6,590                                                                                  |
| {\displaystyle {\ce {{\tfrac {1}{3}}Eu^{3+}}}}            | Europium(III)                             | 6,780                                                                                  |
| {\displaystyle {\ce {{\tfrac {1}{2}}Fe^{2+}}}}            | IJzer(II)                                 | 5,400                                                                                  |
| {\displaystyle {\ce {{\tfrac {1}{3}}Fe^{3+}}}}            | IJzer(III)                                | 6,800                                                                                  |
| {\displaystyle {\ce {{\tfrac {1}{3}}Gd^{3+}}}}            | Gadolinium(III)                           | 6,730                                                                                  |
| {\displaystyle {\ce {H^{+}}}}                             | Waterstof(I)                              | 34,965                                                                                 |
| {\displaystyle {\ce {^{2}_{1}H^{+}}}}                     | Waterstof-2(I)                            | 21,370                                                                                 |
| {\displaystyle {\ce {{\tfrac {1}{2}}Hg2^{2+}}}}           | Kwik(I)                                   | 6,890                                                                                  |
| {\displaystyle {\ce {{\tfrac {1}{2}}Hg^{2+}}}}            | Kwik(II)                                  | 6,360                                                                                  |
| {\displaystyle {\ce {{\tfrac {1}{3}}Ho^{3+}}}}            | Holmium(III)                              | 6,610                                                                                  |
| {\displaystyle {\ce {K^{+}}}}                             | Kalium(I)                                 | 7,348                                                                                  |
| {\displaystyle {\ce {{\tfrac {1}{3}}La^{3+}}}}            | Lanthaan(III)                             | 6,970                                                                                  |
| {\displaystyle {\ce {Li^{+}}}}                            | Lithium(I)                                | 3,866                                                                                  |
| {\displaystyle {\ce {{\tfrac {1}{2}}Mg^{2+}}}}            | Magnesium(II)                             | 5,300                                                                                  |
| {\displaystyle {\ce {{\tfrac {1}{2}}Mn^{2-}}}}            | Mangaan(II)                               | 5,350                                                                                  |
| {\displaystyle {\ce {NH4^{+}}}}                           | Ammonium                                  | 7,350                                                                                  |
| {\displaystyle {\ce {N2H5^{+}}}}                          | Hydrazidium                               | 5,900                                                                                  |
| {\displaystyle {\ce {Na^{+}}}}                            | Natrium(I)                                | 5,008                                                                                  |
| {\displaystyle {\ce {{\tfrac {1}{3}}Nd^{3+}}}}            | Neodymium(III)                            | 6,940                                                                                  |
| {\displaystyle {\ce {{\tfrac {1}{2}}Ni^{2+}}}}            | Nikkel(II)                                | 5,000                                                                                  |
| {\displaystyle {\ce {{\tfrac {1}{4}}[Ni2(trien)3]^{4+}}}} | Tri(triethyleentetraamine)dinikkelaat(II) | 5,200                                                                                  |
| {\displaystyle {\ce {{\tfrac {1}{2}}Pb^{2+}}}}            | Lood(II)                                  | 7,100                                                                                  |
| {\displaystyle {\ce {{\tfrac {1}{3}}Pr^{3+}}}}            | Praseodymium(III)                         | 6,950                                                                                  |
| {\displaystyle {\ce {{\tfrac {1}{2}}Ra^{2+}}}}            | Radium(II)                                | 6,680                                                                                  |
| {\displaystyle {\ce {Rb^{+}}}}                            | Rubidium(I)                               | 7,780                                                                                  |
| {\displaystyle {\ce {{\tfrac {1}{3}}Sc^{3+}}}}            | Scandium(III)                             | 6,470                                                                                  |
| {\displaystyle {\ce {{\tfrac {1}{3}}Sm^{3+}}}}            | Samarium(III)                             | 6,850                                                                                  |
| {\displaystyle {\ce {{\tfrac {1}{2}}Sr^{2+}}}}            | Strontium(II)                             | 5,940                                                                                  |
| {\displaystyle {\ce {Tl^{+}}}}                            | Thallium(I)                               | 7,470                                                                                  |
| {\displaystyle {\ce {{\tfrac {1}{3}}Tm^{3+}}}}            | Thulium(III)                              | 6,540                                                                                  |
| {\displaystyle {\ce {{\tfrac {1}{2}}UO2^{2+}}}}           | Uranyl                                    | 3,200                                                                                  |
| {\displaystyle {\ce {{\tfrac {1}{3}}Y^{3+}}}}             | Yttrium                                   | 6,200                                                                                  |
| {\displaystyle {\ce {{\tfrac {1}{3}}Yb^{3+}}}}            | Ytterbium(III)                            | 6,560                                                                                  |
| {\displaystyle {\ce {{\tfrac {1}{2}}Zn^{2+}}}}            | Zink(II)                                  | 5,280                                                                                  |

### Anorganische anionen
| Ion                                                   | naam                     | {\displaystyle {\ce {\lambda}}} {\displaystyle {\ce {\times 10^{-3}S.m^{2}.mol^{-1}}}} |
| ----------------------------------------------------- | ------------------------ | -------------------------------------------------------------------------------------- |
| {\displaystyle {\ce {Au(CN)2^{-}}}}                   | Dicyanoauraat(I)         | 5,000                                                                                  |
| {\displaystyle {\ce {Au(CN)4^{-}}}}                   | Tetracyanoauraat(III)    | 3,600                                                                                  |
| {\displaystyle {\ce {Bi(C6H5)4^{-}}}}                 | Tetrafenylbismutaat(I)   | 2,100                                                                                  |
| {\displaystyle {\ce {Br^{-}}}}                        | Bromide                  | 7,810                                                                                  |
| {\displaystyle {\ce {Br3^{-}}}}                       | Tribromide               | 4,300                                                                                  |
| {\displaystyle {\ce {BrO3^{-}}}}                      | Bromaat                  | 5,570                                                                                  |
| {\displaystyle {\ce {CN^{-}}}}                        | Cyanide                  | 7,800                                                                                  |
| {\displaystyle {\ce {CNO^{-}}}}                       | Cyanaat                  | 6,460                                                                                  |
| {\displaystyle {\ce {{\tfrac {1}{2}}CO3^{2-}}}}       | Carbonaat                | 6,930                                                                                  |
| {\displaystyle {\ce {Cl^{-}}}}                        | Chloride                 | 7,631                                                                                  |
| {\displaystyle {\ce {ClO2^{-}}}}                      | Chloriet                 | 5,200                                                                                  |
| {\displaystyle {\ce {ClO3^{-}}}}                      | Chloraat                 | 6,460                                                                                  |
| {\displaystyle {\ce {ClO4^{-}}}}                      | Perchloraat              | 6,730                                                                                  |
| {\displaystyle {\ce {{\tfrac {1}{3}}[Co(CN)6]^{3-}}}} | Hexacyanokobaltaat(III)  | 9,860                                                                                  |
| {\displaystyle {\ce {{\tfrac {1}{2}}CrO4^{2-}}}}      | Chromaat                 | 8,500                                                                                  |
| {\displaystyle {\ce {F^{-}}}}                         | Fluoride                 | 5,540                                                                                  |
| {\displaystyle {\ce {{\tfrac {1}{4}}[Fe(CN)6]^{4-}}}} | Hexacyanoferraat(II)     | 11,040                                                                                 |
| {\displaystyle {\ce {{\tfrac {1}{3}}[Fe(CN)6]^{3-}}}} | Hexacyanoferraat(III)    | 10,090                                                                                 |
| {\displaystyle {\ce {H2AsO4^{-}}}}                    | Diwatrerstofarsenaat     | 3,400                                                                                  |
| {\displaystyle {\ce {HCO3^{-}}}}                      | Waterstofcarbonaat       | 4,450                                                                                  |
| {\displaystyle {\ce {HF2^{-}}}}                       | Waterstofdifluoride      | 7,500                                                                                  |
| {\displaystyle {\ce {{\tfrac {1}{2}}HPO4^{2-}}}}      | Waterstoffosfaat         | 3,300                                                                                  |
| {\displaystyle {\ce {H2PO4^{-}}}}                     | Diwaterstoffosfaat       | 4,600                                                                                  |
| {\displaystyle {\ce {H2PO3^{-}}}}                     | Diwaterstoffosfiet       | 4,600                                                                                  |
| {\displaystyle {\ce {HS^{-}}}}                        | Waterstofsulfide         | 6,500                                                                                  |
| {\displaystyle {\ce {HSO3^{-}}}}                      | Waterstofsulfiet         | 5,000                                                                                  |
| {\displaystyle {\ce {HSO4^{-}}}}                      | Waterstofsulfaat         | 5,000                                                                                  |
| {\displaystyle {\ce {H2SbO4^{-}}}}                    | Diwaterstofantimonaat    | 3,100                                                                                  |
| {\displaystyle {\ce {I^{-}}}}                         | Jodide                   | 7,680                                                                                  |
| {\displaystyle {\ce {IO3^{-}}}}                       | Jodaat                   | 4,050                                                                                  |
| {\displaystyle {\ce {IO4^{-}}}}                       | Perjodaat                | 5,450                                                                                  |
| {\displaystyle {\ce {MnO4^{-}}}}                      | Permanganaat             | 6,130                                                                                  |
| {\displaystyle {\ce {N(CN)2^{-}}}}                    | Dicyanoamide             | 5,450                                                                                  |
| {\displaystyle {\ce {NO2^{-}}}}                       | Nitriet                  | 7,180                                                                                  |
| {\displaystyle {\ce {NO3^{-}}}}                       | Nitraat                  | 7,142                                                                                  |
| {\displaystyle {\ce {NH2SO3^{-}}}}                    | Mono-amidesulfaat        | 4,860                                                                                  |
| {\displaystyle {\ce {N3^{-}}}}                        | Azide                    | 6,900                                                                                  |
| {\displaystyle {{\ce {OCN^{-}}}}}                     | Isocyanaat               | 6,460                                                                                  |
| {\displaystyle {\ce {OH^{-}}}}                        | Hydroxide                | 19,800                                                                                 |
| {\displaystyle {\ce {PF6^{-}}}}                       | Hexafluorfosfaat(V)      | 5,690                                                                                  |
| {\displaystyle {\ce {{\tfrac {1}{2}}PO3F^{2-}}}}      | Fluortrioxofosfaat(V)    | 6,330                                                                                  |
| {\displaystyle {\ce {{\tfrac {1}{3}}PO4^{3-}}}}       | Fosfaat                  | 6,900                                                                                  |
| {\displaystyle {\ce {{\tfrac {1}{4}}P2O7^{4-}}}}      | Pyrofosfaat              | 9,600                                                                                  |
| {\displaystyle {\ce {{\tfrac {1}{3}}P3O9^{3-}}}}      |                          | 8,360                                                                                  |
| {\displaystyle {\ce {{\tfrac {1}{5}}P3O10^{5-}}}}     | Trifosfaat               | 10,900                                                                                 |
| {\displaystyle {\ce {{\tfrac {1}{2}}P4O13^{2-}}}}     |                          | 9,400                                                                                  |
| {\displaystyle {\ce {ReO4^{-}}}}                      | Perrenaat                | 5,490                                                                                  |
| {\displaystyle {\ce {SCN^{-}}}}                       | Thiocyanaat              | 6,600                                                                                  |
| {\displaystyle {\ce {{\tfrac {1}{2}}SO3^{2-}}}}       | Sulfiet                  | 7,990                                                                                  |
| {\displaystyle {\ce {{\tfrac {1}{2}}SO4^{2-}}}}       | Sulfaat                  | 8,000                                                                                  |
| {\displaystyle {\ce {{\tfrac {1}{2}}S2O3^{2-}}}}      | Thiosulfaat              | 8,500                                                                                  |
| {\displaystyle {\ce {{\tfrac {1}{2}}S2O4^{2-}}}}      |                          | 6,650                                                                                  |
| {\displaystyle {\ce {{\tfrac {1}{2}}S2O6^{2-}}}}      | Tetrathionaat            | 9,300                                                                                  |
| {\displaystyle {\ce {{\tfrac {1}{2}}S2O8^{2-}}}}      | Peroxydisulfaat          | 8,600                                                                                  |
| {\displaystyle {\ce {Sb(OH)6^{-}}}}                   | Hexahydroxyantimonaat(V) | 3,190                                                                                  |
| {\displaystyle {\ce {SeCN^{-}}}}                      | Selenocyanaat            | 6,470                                                                                  |
| {\displaystyle {\ce {{\tfrac {1}{2}}SeO4^{2-}}}}      | Selenaat                 | 6,470                                                                                  |
| {\displaystyle {\ce {{\tfrac {1}{2}}WO4^{2-}}}}       | Wolframaat               | 6,900                                                                                  |

### Organische kationen
| Ion                                            | naam                          | {\displaystyle {\ce {\lambda}}} {\displaystyle {\ce {\times 10^{-3}S.m^{2}.mol^{-1}}}} |
| ---------------------------------------------- | ----------------------------- | -------------------------------------------------------------------------------------- |
| {\displaystyle {\ce {[C6H5CH2N(CH3)3]^{+}}}}   | Benzyltrimethylammonium       | 3,460                                                                                  |
| {\displaystyle {\ce {[(CH3)2CHCH2NH3]^{+}}}}   | i-Butylammonium               | 3,800                                                                                  |
| {\displaystyle {\ce {C4H9N(CH3)3^{+}}}}        | n-Butyltrimethylammonium      | 3,360                                                                                  |
| {\displaystyle {\ce {C10H19-(C5H5N)^{+}}}}     | /n-Decylpyridinium            | 2,950                                                                                  |
| {\displaystyle {\ce {C10H19N(CH3)3^{+}}}}      | n-Decyltrimethylammonium      | 2,440                                                                                  |
| {\displaystyle {\ce {(C2H5)2NH2^{+}}}}         | Di-ethylammonium              | 4,200                                                                                  |
| {\displaystyle {\ce {(CH3)2NH2^{+}}}}          | Dimethylammonium              | 5,180                                                                                  |
| {\displaystyle {\ce {(C3H7)2NH2^{+}}}}         | Dipropylammonium              | 3,010                                                                                  |
| {\displaystyle {\ce {C12H25NH3^{+}}}}          | n-Dodecylammpnium             | 2,380                                                                                  |
| {\displaystyle {\ce {C12H25N(CH3)3^{+}}}}      | n-Dodecyltrimethylammonium    | 2,260                                                                                  |
| {\displaystyle {\ce {HOCH2CH2NH3^{+}}}}        | 2-Ammoniumathanol             | 4,220                                                                                  |
| {\displaystyle {\ce {C2H5NH3^{+}}}}            | Ethylammonium                 | 4,720                                                                                  |
| {\displaystyle {\ce {C2H5N(CH3)3^{+}}}}        | Ethyltrimethylammonium        | 4,050                                                                                  |
| {\displaystyle {\ce {C16H33N(CH3)3^{+}}}}      | Hexadecyltrimethylammonium    | 2,090                                                                                  |
| {\displaystyle {\ce {C6H13N(CH3)3^{+}}}}       | Hexyltrimethylammonium        | 2,960                                                                                  |
| {\displaystyle {\ce {Histidyl^{+}}}}           |                               | 2,300                                                                                  |
| {\displaystyle {\ce {HOCH2CH2N(CH3)3^{+}}}}    | Hydroxyethyltrimethylammonium | 3,940                                                                                  |
| {\displaystyle {\ce {CH3NH3^{+}}}}             | Methylammonium                | 5,870                                                                                  |
| {\displaystyle {\ce {C18H37(C5H5N)^{+}}}}      | Octadecylpyridinium           | 2,000                                                                                  |
| {\displaystyle {\ce {C18H37N(C4H9)3^{+}}}}     | Octadecyltributylammonium     | 1,660                                                                                  |
| {\displaystyle {\ce {C18H37N(C3H5)3^{+}}}}     | Octadecyltri-ethylammonium    | 1,790                                                                                  |
| {\displaystyle {\ce {C18H37N(CH3)3^{+}}}}      | Octadecyltrimethylammonium    | 1,990                                                                                  |
| {\displaystyle {\ce {C18H37N(C3H7)3^{+}}}}     | Octadecyltrimethylammonium    | 1,720                                                                                  |
| {\displaystyle {\ce {C8H17N(CH3)3^{+}}}}       | Octyltrimethylammonium        | 2,650                                                                                  |
| {\displaystyle {\ce {C5H11NH3^{+}}}}           | Pentylammonium                | 3,700                                                                                  |
| {\displaystyle {\ce {C5H10NH^{+}}}}            | Piperidinium                  | 3,720                                                                                  |
| {\displaystyle {\ce {C3H7NH3^{+}}}}            | Propylammonium                | 4,080                                                                                  |
| {\displaystyle {\ce {PyrilNH3^{+}}}}           | Pyrilammonium                 | 2,430                                                                                  |
| {\displaystyle {\ce {(C4H9)4N^{+}}}}           | Tetra-n-butylammonium         | 1,950                                                                                  |
| {\displaystyle {\ce {C14H29N(CH3)3^{+}}}}      | Tetradecyltrimethylammonium   | 2,150                                                                                  |
| {\displaystyle {\ce {(C2H5)4N^{+}}}}           | Tetraethylammonium            | 3,260                                                                                  |
| {\displaystyle {\ce {(CH3)4N^{+}}}}            | Tetramethylammonium           | 4,490                                                                                  |
| {\displaystyle {\ce {((CH3)2CHCH2CH2)4N^{+}}}} | Tetra-i-pentylammonium        | 1,790                                                                                  |
| {\displaystyle {\ce {(C5H11)4N^{+}}}}          | Tetra-n-pentylammonium        | 1,750                                                                                  |
| {\displaystyle {\ce {(C3H7)4N^{+}}}}           | Tetrapropylammonium           | 2,340                                                                                  |
| {\displaystyle {\ce {(C2H5)3NH^{+}}}}          | Tri-ethylammonium             | 3,430                                                                                  |
| {\displaystyle {\ce {(C2H5)3S^{+}}}}           | Tri-ethylsulfonium            | 3,610                                                                                  |
| {\displaystyle {\ce {(CH3)3NH^{+}}}}           | Trimethylammonium             | 4,723                                                                                  |
| {\displaystyle {\ce {C6H13N(CH3)3^{+}}}}       | Trimethylhexylammonium        | 3,460                                                                                  |
| {\displaystyle {\ce {(CH3)3S^{+}}}}            | Trimethylsulfonium            | 5,140                                                                                  |
| {\displaystyle {\ce {(C3H7)3NH^{+}}}}          | Tripropylammonium             | 2,610                                                                                  |

### Organische anionen
| Ion                                                         | naam                          | {\displaystyle {\ce {\lambda}}} {\displaystyle {\ce {\times 10^{-3}S.m^{2}.mol^{-1}}}} |
| ----------------------------------------------------------- | ----------------------------- | -------------------------------------------------------------------------------------- |
| {\displaystyle {\ce {CH3COO^{-}}}}                          | Acetaat                       | 4,090                                                                                  |
| {\displaystyle {\ce {CH3O(C6H4)COO^{-}}}}                   | p-anisaat                     | 2,900                                                                                  |
| {\displaystyle {\ce {{\tfrac {1}{2}}OOC(CH2)7COO^{2-}}}}    | Nonaandioaat                  | 4,060                                                                                  |
| {\displaystyle {\ce {C6H5COO^{-}}}}                         | Benzoaat                      | 3,240                                                                                  |
| {\displaystyle {\ce {BrCH2COO^{-}}}}                        | Broomacetaat                  | 3,920                                                                                  |
| {\displaystyle {\ce {C3H7COO^{-}}}}                         | n-butyraat                    | 3,260                                                                                  |
| {\displaystyle {\ce {Br(C6H4)COO^{-}}}}                     | Broombenzoaat                 | 3,000                                                                                  |
| {\displaystyle {\ce {ClCH2COO^{-}}}}                        | Chlooracetaat                 | 4,220                                                                                  |
| {\displaystyle {\ce {Cl(C6H4)COO^{-}}}}                     | m-Chloorbenzoaat              | 3,100                                                                                  |
| {\displaystyle {\ce {Cl(C6H4)COO^{-}}}}                     | o-Chloorbenzoaat              | 3,020                                                                                  |
| {\displaystyle {\ce {{\tfrac {1}{3}}C3H5O(COO)3^{3-}}}}     | Citraat                       | 7,020                                                                                  |
| {\displaystyle {\ce {CH3CH=CHCOO^{-}}}}                     | Croronaat                     | 3,320                                                                                  |
| {\displaystyle {\ce {N#CCH2COO^{-}}}}                       | Cyanoacetaat                  | 4,340                                                                                  |
| {\displaystyle {\ce {C6H11COO^{-}}}}                        | Cyclohexaancarboxylaat        | 2,870                                                                                  |
| {\displaystyle {\ce {{\tfrac {1}{2}}C3H4(COO)2^{2-}}}}      | 1,1-Cyclopropaandicarboxylaat | 5,380                                                                                  |
| {\displaystyle {\ce {C10H19OSO3^{-}}}}                      | Decylsulfaat                  | 2,600                                                                                  |
| {\displaystyle {\ce {Cl2CHCOO^{-}}}}                        | Dichlooracetaat               | 3,830                                                                                  |
| {\displaystyle {\ce {{\tfrac {1}{2}}C8H10N2O3^{2-}}}}       | Di-ethylbarbituraat           | 2,630                                                                                  |
| {\displaystyle {\ce {C3H5O(COOH)2COO^{-}}}}                 | Diwaterstofcitraat            | 3,000                                                                                  |
| {\displaystyle {\ce {{\tfrac {1}{2}}(CH3)2C(COO)2^{2-}}}}   | Dimethylmalonaat              | 4,940                                                                                  |
| {\displaystyle {\ce {(NO2)2C6H3COO^{-}}}}                   | 3,5-Dinitrobenzoaat           | 2,830                                                                                  |
| {\displaystyle {\ce {C12H25OSO3^{-}}}}                      | Dodecylsulfaat                | 2,400                                                                                  |
| {\displaystyle {\ce {C2H5OC(O)CH2COO^{-}}}}                 | Ethylmalonaat                 | 4,930                                                                                  |
| {\displaystyle {\ce {C2H5OSO3^{-}}}}                        | Ethylsulfaat                  | 3,960                                                                                  |
| {\displaystyle {\ce {FCH2COO^{-}}}}                         | Fluoracetaat                  | 4,440                                                                                  |
| {\displaystyle {\ce {F(C6H4)COO^{-}}}}                      | Fluorbenzoaat                 | 3,300                                                                                  |
| {\displaystyle {\ce {HCOO^{-}}}}                            | Formaat                       | 5,460                                                                                  |
| {\displaystyle {\ce {{\tfrac {1}{2}}OOCCH=CHCOO^{2-}}}}     | Fumaraat                      | 6,180                                                                                  |
| {\displaystyle {\ce {{\tfrac {1}{2}}OOC(CH2)3COO^{2-}}}}    | Glutaraat                     | 5,260                                                                                  |
| {\displaystyle {\ce {HOOCCOO^{-}}}}                         | Waterstofoxalaat              | 4,020                                                                                  |
| {\displaystyle {\ce {(CH3)2CHCH2COO^{-}}}}                  | i-Valeraat                    | 3,270                                                                                  |
| {\displaystyle {\ce {ICH2COO^{-}}}}                         | Joodacetaat                   | 4,060                                                                                  |
| {\displaystyle {\ce {CH2CH(OH)COO^{-}}}}                    | Lactaat                       | 3,880                                                                                  |
| {\displaystyle {\ce {{\tfrac {1}{2}}OOCCH2CH(OH)COO^{2-}}}} | Malaat                        | 5,880                                                                                  |
| {\displaystyle {\ce {{\tfrac {1}{2}}OOCCH=CHCOO^{2-}}}}     | Maleaat                       | 6,190                                                                                  |
| {\displaystyle {\ce {{\tfrac {1}{2}}OOCCH2COO^{2-}}}}       | Malonaat                      | 6,350                                                                                  |
| {\displaystyle {\ce {CH3OSO3^{-}}}}                         | Methylsulfaat                 | 4,880                                                                                  |
| {\displaystyle {\ce {(C10H7)CH2COO^{-}}}}                   | Naftylacetaat                 | 2,840                                                                                  |
| {\displaystyle {\ce {{\tfrac {1}{2}}(COO)2^{2-}}}}          | Oxalaat                       | 7,411                                                                                  |
| {\displaystyle {\ce {C8H17OSO3^{-}}}}                       | Octylsulfaat                  | 2,900                                                                                  |
| {\displaystyle {\ce {(C6H5)CH2COO^{-}}}}                    | Fenylacetaat                  | 3,060                                                                                  |
| {\displaystyle {\ce {{\tfrac {1}{2}}(C6H4)COO^{2-}}}}       | o-Ftalaat                     | 5,230                                                                                  |
| {\displaystyle {\ce {{\tfrac {1}{2}}(C6H4)COO^{2-}}}}       | m-Ftalaat                     | 5,470                                                                                  |
| {\displaystyle {\ce {(O2N)3C6H2O^{-}}}}                     | Picraat                       | 3,037                                                                                  |
| {\displaystyle {\ce {(CH3)3CCOO^{-}}}}                      | Pivalaat                      | 3,190                                                                                  |
| {\displaystyle {\ce {CH3CH2COO^{-}}}}                       | Propionaat                    | 3,580                                                                                  |
| {\displaystyle {\ce {C3H7OSO3^{-}}}}                        | Propylsulfaat                 | 3,710                                                                                  |
| {\displaystyle {\ce {HO(C6H4)COO^{-}}}}                     | Salicylaat                    | 3,600                                                                                  |
| {\displaystyle {\ce {{\tfrac {1}{2}}OOC(CH2)6COO^{2-}}}}    | Subaraat                      | 3,600                                                                                  |
| {\displaystyle {\ce {{\tfrac {1}{2}}OOC(CH2)2COO^{2-}}}}    | Succinaat                     | 5,880                                                                                  |
| {\displaystyle {\ce {{\tfrac {1}{2}}(CH(OH)COO)2^{2-}}}}    | Tartraat                      | 5,960                                                                                  |
| {\displaystyle {\ce {CCl3COO^{-}}}}                         | Trichlooracetaat              | 3,660                                                                                  |